# Jan Stępniewski
Jan Stępniewski – profesor zwyczajny, ekonomista, specjalista w zakresie rachunkowości i zarządzania; wykładowca Uniwersytetu Jagiellońskiego, kierownik Katedry Zarządzania Operacyjnego i Audytu. Emerytowany profesor Universite Paris 13 Sorbonne - Cite w Departamencie Zarządzania Przedsiębiorstwem. W latach 2001–2003 rektor Wyższej Szkoły Menedżerskiej w Legnicy.
Jeden z twórców francuskiej szkoły rachunkowości zdarzeniowej. W 1987 wydał książkę "Zasady rachunkowości zdarzeniowej". W swoim dorobku naukowym ma ponad 180 publikacji w tym 12 książek. Współautor 10-języcznego Słownika rachunkowości i zarządzania, wydanego przez Wydawnictwo L’Harmattan w Paryżu.